# The Royal Pauper
The Royal Pauper é um filme mudo norte-americano de 1917, estrelado por Francine Larrimore e Richard Tucker. Foi dirigido por Ben Turbett.
Cópia existe na Biblioteca do Congresso.